# Yin-yang
Yin e Yang são conceitos do taoismo que expõem a dualidade de tudo que existe no universo. Descrevem as duas forças fundamentais opostas e complementares que se encontram em todas as coisas: o yin é o princípio da noite, Lua, a passividade, absorção. O yang é o princípio do Sol, dia, a luz e atividade.
Segundo essa ideia, cada ser, objeto ou pensamento possui um complemento do qual depende para a sua existência. Esse complemento existe dentro de si. Assim, se deduz que nada existe no estado puro: nem na atividade absoluta, nem na passividade absoluta, mas sim em transformação contínua. Além disso, qualquer ideia pode ser vista como seu oposto quando visualizada a partir de outro ponto de vista. Neste sentido, a categorização seria apenas por conveniência. Estas duas forças, yin e yang, seriam a fase seguinte do "tao", princípio gerador de todas as coisas, de onde surgem e para onde se destinam.
Esta doutrina é de uso corrente na medicina tradicional chinesa.
Nos estudos de I Ching, são duas as Linhas Iniciais geradas pelo Tai Ji, uma Inteira Yang e uma Quebrada Yin, formando o Liang Yi.

## Princípios complementares
Segundo este princípio, duas forças complementares compõem tudo que existe, e do equilíbrio dinâmico entre elas surge todo movimento e mudança. Essas forças sãoː
| Yang                                  | (69)                          | Yin                                   |
| ------------------------------------- | ----------------------------- | ------------------------------------- |
| Dia                                   | Eclipse                       | Noite                                 |
| Luz                                   |                               | Sombra                                |
| Estrela                               | Galáxia                       | Buraco Negro                          |
| Subir                                 | Pés                           | Descer                                |
| Sair                                  | Mãos                          | Entrar                                |
| Primavera Verão                       | Estação                       | Outono Inverno                        |
| Cabeça (Ajna)                         | Tronco (Anahata)              | Barriga (Svadisthana)                 |
| Mão                                   |                               | Pé                                    |
| Acima                                 |                               | Abaixo                                |
| Frente                                |                               | Trás                                  |
| Horizontal                            |                               | Vertical                              |
| Positivo                              |                               | Negativo                              |
| Multiplicar                           |                               | Dividir                               |
| Somar                                 |                               | Subtrair                              |
| Aumentar                              |                               | Diminuir                              |
| Pósitron                              | Núcleo Atômico                | Elétron                               |
| Duro                                  |                               | Mole                                  |
| Forte                                 |                               | Fraco                                 |
| Rápido                                |                               | Lento                                 |
| Leve                                  |                               | Pesado                                |
| Fácil                                 |                               | Difícil                               |
| Sutil                                 |                               | Denso                                 |
| Quente                                | Temperatura                   | Frio                                  |
| Tempo                                 |                               | Espaço                                |
| Céu                                   |                               | Terra                                 |
| Sempre                                | Tempo                         | Nunca                                 |
| Amor                                  | Coração                       | Ódio                                  |
| Defender Amigo                        | Neutro                        | Atacar Inimigo                        |
| Paz                                   |                               | Guerra                                |
| Criar                                 |                               | Destruir                              |
| Caminho da mão direita (Magia Branca) | Caminho do Meio (Magia Cinza) | Caminho da mão esquerda (Magia Negra) |
| Fu Xi                                 | Shennong                      | Nu Kua                                |
| Futuro Filho/a Frente                 | Presente Pai/Mãe Meio         | Passado Avô/ó Costas                  |
| Yang Ming Zhen - Tai Yin Dui          | Shao Yang Kan - Jue Yin Li    | Tai Yang Gen - Shao Yin Sun           |
| Comprar                               | $                             | Vender                                |
| Inalar                                | Respirar ("Reespiritualizar") | Exalar                                |
| Vida                                  |                               | Morte                                 |
| Energia                               |                               | Matéria                               |
| Espírito                              |                               | Corpo                                 |
| Mover                                 |                               | Parar                                 |
| Cansar                                |                               | Repousar                              |
| Gastar                                |                               | Poupar                                |
| Ativar                                |                               | Desativar                             |
| Progredir                             |                               | Regredir                              |
| Calma                                 |                               | Cólera                                |
| Ganhar                                |                               | Perder                                |
| Acordar                               |                               | Dormir                                |
| Sinônimo                              |                               | Antônimo                              |
| Igual                                 |                               | Diferente                             |
| Coletivo                              |                               | Individual                            |
| Eletricidade                          | Eletromagnetismo              | Magnetismo                            |
| Fogo                                  | Ar-Terra                      | Água                                  |
| Seco                                  |                               | Úmido                                 |
| Leste                                 | Feng Shui                     | Oeste                                 |
| Alegria                               |                               | Tristeza                              |
| Shang                                 | Zhong Dantian                 | Xia                                   |
| Falar Som                             |                               | Calar Silêncio                        |
| Visão                                 |                               | Audição                               |
| Olfato                                |                               | Tato                                  |

Para entender melhor:
1. o Yang sobe e sai acompanhando a madeira que sobe do solo com a energia solar (fótons), primavera “acordar” “nascer” “crescer” “erguer-se”, e o fogo, caloroso assim como a luz solar, realizador “sair” para viver, ativo. Mas os canais da medicina tradicional chinesa interiores são nomeados Yin (Tai Yin, Shao Yin e Jue Yin). As únicas linhas quebradas das 3 filhas diurnas do bagua são representadas pela gota negra cercada de branco, assim como a linha quebrada é acompanhada por duas inteiras (maioria yang).
2. Opondo a Yin entra “outono” e desce “inverno” ambos são frios assim como à noite esfria. “Entrar” seria “recolher” “conter” “frear” “pausar” “controlar”… “Descer” (ao zero) seria “morrer”, “encerrar”, “fechar” “finalizar” etc. mas os canais exteriores são nomeados Yang (Yangming, Taiyang, Shaoyang). A única linha inteira dos 3 filhos noturnos da bagua é representada pela gota branca envolta de negro, assim como a maioria 2 linhas quebradas acompanham uma inteira.

Assim o diagrama yin-yang pode ser representado por 3 fases:
1. Yin Yang Velho: Zhen-Sun, os primogênitos masculino noturno e feminina diurna. Sábios, prudentes, experientes mas sem vigor jovial. Decisões precisas (zhen) com sensatez e delicadeza (sun). Representa o Outono. (Idade humana: 48 anos)
2. Yin Yang Maduro: Kan-Li, com suas linhas características do gênero centralizadas. Cautelosos para um não destruir o outro e manter uma harmonia e cooperação trabalhando juntos. Equilibrados Inverno-Verão, eixo Norte-Sul. (Idade humana: 30 anos)
3. Yin Yang Jovem: Gen-Dui, o ultimo casal de filhos da união Qian-Kun. Cheios de poder, vigor e vontade mas sem experiência, vulnerável a erros por falta de conhecimento e maturidade. Representa a Primavera. (Idade humana: 12 anos)

Essas qualidades acima atribuídas a cada uma das dualidades são não definições, mas analogias que exemplificam a expressão de cada um deles no mundo fenoménico. Os princípios em si mesmos estão implícitos em toda e qualquer manifestação.
Os exemplos acima não incluem qualquer juízo de valor, e não há qualquer hierarquia entre os dois princípios. Assim, referir-se a yang como positivo apenas indica que ele é positivo quando comparado com yin, que será negativo. Esta analogia é como a carga elétrica atribuída a prótons e elétrons: os opostos complementam-se, positivo não é bom ou mau, é apenas o oposto complementar de negativo.
O diagrama do tei-gi simboliza o equilíbrio das forças da natureza, da mente e do físico. Yang (branco) e yin (preto), integrados num movimento contínuo de geração mútua, representam a interação destas forças.
A realidade observada é fluida e em constante mutação, na perspectiva da filosofia chinesa tradicional. Portanto, tudo que existe contém tanto o princípio yin quanto o yang. O símbolo tei-gi expressa esse conceito: o yang origina o yin, e o yin destina o yang.
Desde os primeiros tempos, os dois polos arquetípicos da natureza foram representados pelo claro e pelo escuro, pelo inflexível e pelo dócil, pelo acima e pelo abaixo. O yang, o poder criador, era associado ao céu e ao Sol, enquanto o yin corresponde à água, ao receptivo. O céu está acima e está cheio de movimento. A água - na antiga concepção geocêntrica - está em baixo e em repouso.
Dessa forma, yin passou a simbolizar o repouso, e yang, o movimento. No reino do pensamento, yin é a mente intuitiva, complexa, ao passo que yang é o intelecto, racional e claro. Yin é a tranquilidade contemplativa do sábio, yang a vigorosa ação criativa do rei.
Esse diagrama apresenta uma disposição simétrica do yin sombrio e do yang claro. A simetria, contudo, não é estática. É uma simetria rotacional que sugere, de forma eloquente, um contínuo movimento cíclico. Os dois pontos do diagrama simbolizam a ideia de que, toda vez que cada uma das forças atinge seu ponto extremo, manifesta, dentro de si, a semente de seu oposto.
| {{{caption}}}                                                                              |
| Liang Yi, as duas linhas iniciais geradas pelo Tai Jiː uma inteira Yang e uma quebrada Yin |

| {{{caption}}}                                                 |
| O tai chi tu representa a geração do tei-gi a partir do vazio |

| {{{caption}}}                                                                         |
| O tei-gi ou t'ai-chi, a forma mais conhecida de se representar o conceito de yin-yang |